# Klaus Arndt (Karikaturist)
Klaus Arndt (* 2. Mai 1932 in Berlin; † 1. Juli 1990) war ein deutscher Pressezeichner und Karikaturist, einer der bedeutendsten politischen Karikaturisten der DDR.

## Leben und Werk
Arndt betätigte sich schon mit 17 Jahren als Pressezeichner. Ab 1951 machte er auf eigenen Kosten eine Ausbildung bei der Pressezeichner-Abendschule des Gebrauchsgrafikers Fritz Albrecht, gen. S. Skid, in Berlin-Halensee, Markgraf-Albrecht Str. 13, die u. a. auch Henryk Berg, Harri Parschau, Erich Schmitt und Karl-Heinz Schoenfeld besucht haben. Arndt arbeitete als Pressezeichner, vor allem als Karikaturist für die Abend- und Straßenverkaufszeitung BZ am Abend, Junge Welt, Bauernecho, Eulenspiegel und Neues Deutschland. U. a. zeichnete er ab 1959 für das ND die Kultfiguren Flora und Jolanthe. Arndt signierte seine Arbeiten mit AK.
Arndt wurde in den Verband Bildender Künstler der DDR aufgenommen, dem er dann bis 1990 angehörte.
Nach der deutschen Wiedervereinigung arbeitete er vor allem weiter für das Neue Deutschland.
Er starb nach kurzer, schmerzvoller Krankheit.

## Ehrungen
- 1964: Silbermedaille auf der 1. Agrarfoto- und Graphikschau in Markkleeberg[2]
- 1970: Verdienstmedaille der NVA
- 1971: Franz-Mehring-Ehrennadel
- 1973: 1. Preis im Karikaturistenwettbewerb 1972 (für die Karikatur Bizeps muß man haben)
- 1979: Verdienter Aktivist
- 1983: Vaterländischer Verdienstorden in Bronze
- 1989: Orden Banner der Arbeit III. Klasse

## Teilnahme an zentralen und wichtigen regionalen Ausstellungen in der DDR
- 1958 bis 1978: Dresden: Vierte Deutsche Kunstausstellung bis VIII. Kunstausstellung der DDR
- 1960: Berlin, Bezirkskunstausstellung
- 1969: Berlin, Neue Berliner Galerie im Marstall („Karikaturen-Ausstellung zum 20. Jahrestag der DDR. Karikatur als Waffe.“)
- 1981: Dresden, Ausstellungszentrum am Fučík-Platz („25 Jahre NVA“)